# Пятилетский сельсовет
Пятилетский сельсовет — сельское поселение в Черепановском районе Новосибирской области Российской Федерации.
Административный центр — посёлок Пятилетка.

## История
Статус и границы сельского поселения установлены Законом Новосибирской области от 2 июня 2004 года № 200-ОЗ «О статусе и границах муниципальных образований Новосибирской области»

## Население
| 2002  | 2010  | 2012  | 2013  | 2014  | 2015  | 2016  |
| ----- | ----- | ----- | ----- | ----- | ----- | ----- |
| 1184  | ↗1210 | ↗1214 | ↘1202 | ↗1211 | ↗1212 | →1212 |
| 2017  | 2018  | 2019  | 2020  | 2021  |       |       |
| ↘1200 | ↗1203 | ↘1196 | ↘1187 | ↘1171 |       |       |

## Состав сельского поселения
| № | Населённый пункт | Тип населённого пункта          | Население |
| - | ---------------- | ------------------------------- | --------- |
| 1 | Грибной          | посёлок                         | ↘332      |
| 2 | Инской           | посёлок                         | ↘185      |
| 3 | Пригородный      | посёлок                         | ↘28       |
| 4 | Пятилетка        | посёлок, административный центр | ↘665      |